# Liste der Kulturgüter in Siselen
Die Liste der Kulturgüter in Siselen enthält alle Objekte in der Gemeinde Siselen im Kanton Bern, die gemäss der Haager Konvention zum Schutz von Kulturgut bei bewaffneten Konflikten, dem Bundesgesetz vom 20. Juni 2014 über den Schutz der Kulturgüter bei bewaffneten Konflikten sowie der Verordnung vom 29. Oktober 2014 über den Schutz der Kulturgüter bei bewaffneten Konflikten unter Schutz stehen.
Objekte der Kategorie A sind vollständig in der Liste enthalten, Objekte der Kategorie B sind im Gemeindegebiet nicht ausgewiesen, Objekte der Kategorie C fehlen zurzeit (Stand: 13. April 2024). Unter übrige Baudenkmäler sind geschützte Objekte zu finden, die im Bauinventar des Kantons Bern als «schützenswert» verzeichnet sind.

## Kulturgüter
| Foto |                                                     | Objekt                   | Kat. | Typ | Standort                 | Beschreibung |
| ---- | --------------------------------------------------- | ------------------------ | ---- | --- | ------------------------ | --- |
| ja   | Datei hochladen · Wikidata zu Pfarrhaus (Q19362703) | Pfarrhaus KGS-Nr.: 01229 | A    | G   | Juchen 5 581016 / 208963 | Das in den Jahren 1756 bis 1758 erbaute Pfarrhaus (teils unter Einbezug älterer Bausubstanz im Mittelteil) ist eine spätbarocke Dreiflügelanlage mit zwei Geschossen und Kellersockel, Eckquaderrahmung und hohem geknicktem Vollwalmdach. Hofseitig vorgelagert ist eine Peristyllaube mit verputztem Fachwerk über Eichensäulen. Südlich sind pavillonartige Eckbauten unter Walmdächern angebaut, gegen die Strasse zwei niedrige Flügel unter abgewalmtem Mansarddach mit Lukarnen. |

## Übrige Baudenkmäler
Hinweis: Anstelle der KGS-Nummer wird als Objekt-Identifikator (ID) die Grundstücksnummer verwendet.
| ID  | Foto |                                                                 | Objekt                                     | Typ | Standort                      | Beschreibung |
| --- | ---- | --------------------------------------------------------------- | ------------------------------------------ | --- | ----------------------------- | ------------ |
| 5   | ja   | Datei hochladen · Wikidata zu Pfrundscheune (1721) (Q125465690) | Pfrundscheune (1721)                       | G   | Juchen 5a 580992 / 208955     |              |
| 119 | ja   | Datei hochladen                                                 | Ehemaliges Gemeindeofenhaus (1861/62)      | G   | Vorderdorf 1 581077 / 209058  |              |
| 145 | ja   | Datei hochladen                                                 | Ehemaliges Bauernhaus mit Kaufladen (1903) | G   | Juchen 1 581078 / 209018      |              |
| 178 | ja   | Datei hochladen                                                 | Reformierte Kirche (nach 1490)             | G   | Juchen 7 580963 / 208942      |              |
| 275 | ja   | Datei hochladen                                                 | Speicher (17. Jh.)                         | G   | Käsereiweg 4a 581005 / 209053 |              |
| 346 | ja   | Datei hochladen                                                 | Ehemaliges Ofenhaus (um 1750)              | G   | Juchen 18a 580876 / 208893    |              |